# Euthalia rajana
Euthalia rajana är en fjärilsart som beskrevs av Hans Fruhstorfer 1913. Euthalia rajana ingår i släktet Euthalia och familjen praktfjärilar. Inga underarter finns listade i Catalogue of Life.